# Казеновија (Њујорк)
Казеновија (енгл. Cazenovia) град је у америчкој савезној држави Њујорк.

## Демографија
По попису из 2010. године број становника је 2.835, што је 221 (8,5%) становника више него 2000. године.
| Група             | 2000.         | 2010.         |
| Белци             | 2.448 (93,6%) | 2.632 (92,8%) |
| Афроамериканци    | 63 (2,4%)     | 55 (1,9%)     |
| Азијати           | 14 (0,5%)     | 32 (1,1%)     |
| Хиспаноамериканци | 72 (2,8%)     | 85 (3,0%)     |
| Укупно            | 2.614         | 2.835         |